# Bybit
 (avril 2023).
La mise en forme du texte ne suit pas les recommandations de Wikipédia : il faut le « wikifier ».
Les points d'amélioration suivants sont les cas les plus fréquents. Le détail des points à revoir est peut-être précisé sur la page de discussion.
- Les titres sont pré-formatés par le logiciel. Ils ne sont ni en capitales, ni en gras.
- Le texte ne doit pas être écrit en capitales (les noms de famille non plus), ni en gras, ni en italique, ni en « petit »…
- Le gras n'est utilisé que pour surligner le titre de l'article dans l'introduction, une seule fois.
- L'italique est rarement utilisé : mots en langue étrangère, titres d'œuvres, noms de bateaux, etc.
- Les citations ne sont pas en italique mais en corps de texte normal. Elles sont entourées par des guillemets français : « et ».
- Les listes à puces sont à éviter, des paragraphes rédigés étant largement préférés. Les tableaux sont à réserver à la présentation de données structurées (résultats, etc.).
- Les appels de note de bas de page (petits chiffres en exposant, introduits par l'outil «  Source ») sont à placer entre la fin de phrase et le point final[comme ça].
- Les liens internes (vers d'autres articles de Wikipédia) sont à choisir avec parcimonie. Créez des liens vers des articles approfondissant le sujet. Les termes génériques sans rapport avec le sujet sont à éviter, ainsi que les répétitions de liens vers un même terme.
- Les liens externes sont à placer uniquement dans une section « Liens externes », à la fin de l'article. Ces liens sont à choisir avec parcimonie suivant les règles définies. Si un lien sert de source à l'article, son insertion dans le texte est à faire par les notes de bas de page.
- La présentation des références doit suivre les conventions bibliographiques. Il est recommandé d'utiliser les modèles {{Ouvrage}}, {{Chapitre}}, {{Article}}, {{Lien web}} et/ou {{Bibliographie}}. Le mode d'édition visuel peut mettre en forme automatiquement les références.
- Insérer une infobox (cadre d'informations à droite) n'est pas obligatoire pour parachever la mise en page.

Pour une aide détaillée, merci de consulter Aide:Wikification.
Si vous pensez que ces points ont été résolus, vous pouvez retirer ce bandeau et améliorer la mise en forme d'un autre article.
Bybit est un échange de cryptomonnaies, créé en mars 2018. Bybit a son siège social à Dubaï, aux Émirats arabes unis. En octobre 2021, l'ensemble des utilisateurs enregistrés dans le monde dépassaient les 10 millions,,.

## Histoire
En mars 2018, Ben Zhou fonde Bybit. Bybit a commencé ses activités comme une plate-forme de dérivés de cryptomonnaie qui offrait à ces utilisateurs des contrats perpétuels sur plusieurs pairs de crypto-monnaie. Les opérations couvrent le monde entier, à l'exclusion des États-Unis, la Chine continentale, Singapour, le Québec (Canada) et certaines autres juridictions,,. Aujourd'hui, la plateforme Bybit fournit le trading de crypto-monnaie, des produits de revenu passif, un marché NFT, une plate-forme d'émission de jetons et des services pour les institutions.
En novembre 2019, Bybit organise BTC Brawl, une compétition de trading Bitcoin. Depuis 2020, Bybit organise chaque année le World Trading Tournament (WSOT). En novembre 2020, l'équipe de football allemande Borussia Dortmund signe un accord de coopération avec Bybit.
En mai 2021, Bybit lance le ByFi Center (maintenant renommé Bybit Earn) pour que les utilisateurs de crypto accèdent aux produits DeFi ou participent,. Bybit commencera le trading au comptant le 15 juillet 2021. En août 2021, Bybit signe des accords de sports électroniques avec les organisations de sports électroniques NAVI, Virtus.pro, Astralis e Alliance. En septembre, Bybit a coopéré avec BitDAO (BIT) pour lancer la plateforme Bybit Launchpad. Le projet s'adresse aux utilisateurs de Bybit qui ont suivi les procédures KYC pour garantir la conformité aux exigences réglementaires locales. En juillet 2021, Bybit s'associe au fournisseur de vérification d'identité Sumsub pour développer ses capacités de vérification d'identité.
En février 2025, 400 000 Ethereum, soit l’équivalent d’1,5 milliard de dollars de cryptomonnaies, appartenant aux clients de la plate-forme sont dérobés lors d’une attaque informatique. Il s'agit alors du plus gros hacking réalisé sur les cryptomonnaies. Ce vol correspond au trois quarts des ethereum hébergés par Bybit. Le PDG de l’entreprise annonce qu’il aura la capacité de rembourser tous les utilisateurs. Le FBI attribue le vol à la Corée du Nord